# Służba alarmowa
Służba alarmowa – oznacza służbę ustanowioną w celu zawiadamiania właściwych organizacji o statkach powietrznych potrzebujących pomocy w zakresie poszukiwania i ratownictwa oraz w celu współdziałania z nimi w razie potrzeby.